# Wilson Bethel
Stephen Wilson Bethel (Hillsborough, 1984. február 24. –) amerikai színész.
Legismertebb alakítása Benjamin "Dex" Poindexter a Daredevil című sorozatban. A Nyughatatlan fiatalok című sorozatban is szerepelt.

## Élete
1984. február 24-én született Hillsborough-ban, Steve Bethel művész és Joyce Maynard író fiaként. 2020. november 28-án feleségül vette Liesl Martinez-Balaguer dominikai-amerikai építészt és tervezőt. Egy lányuk van.

## Pályafutása
Első szerepe a A narancsvidék című sorozat volt. 2005-ben az NCIS című sorozatban szerepelt. 2008-ban a Tunnel Rats című filmben tűnt fel. 2009 és 2011 között a Nyughatatlan fiatalok című sorozat alakította Ryder Callahan karakterét. 2011 és 2015 között a Szívek doktora című sorozat főszereplője volt. 2016 és 2017 között a Hogyan ússzunk meg egy gyilkosságot? című sorozatban szerepelt. 2018-ban a Daredevil című sorozatban szerepelt, mint Benjamin "Dex" Poindexter. 2019 és 2023 között a Bírónő, kérem! című sorozat főszereplője volt. 2025-ben a Daredevil: Born Again című sorozatban fog szerepelni.

## Filmográfia

### Filmek
| Év   | Magyar cím          | Eredeti cím          | Szerep       | Magyar hang |
| ---- | ------------------- | -------------------- | ------------ | ----------- |
| 2008 |                     | 1968 Tunnel Rats     | Dan Green    |             |
| 2011 |                     | Stealing Summers     | Trevor       |             |
| 2012 | Wyatt Earp bosszúja | Wyatt Earp's Revenge | Doc Holliday |             |
| 2013 |                     | Inside the Box       | Matt Palmer  |             |
| 2013 |                     | Not Today            | Bill         |             |
| 2013 |                     | Cold Turkey          | Hank         |             |
| 2014 | Beépített hiba      | Inherent Vice        | rendőr       |             |
| 2014 |                     | Memory 2.0           | Henry        |             |
| 2017 |                     | So It Goes           | Jimmy        |             |
| 2022 | Ajtók               | Doors                | Ricky        |             |
| 2022 |                     | Collide              | Travis       |             |

### Televíziós szerepek
| Év        | Magyar cím                           | Eredeti cím                 | Szerep                              | Megjegyzések                                                                    |
| --------- | ------------------------------------ | --------------------------- | ----------------------------------- | ------------------------------------------------------------------------------- |
| 2004      | A narancsvidék                       | The O.C.                    | Brad                                | 1 epizód                                                                        |
| 2005      | JAG – Becsületbeli ügyek             | JAG                         | Charles Bander                      | 1 epizód                                                                        |
| 2005      | NCIS                                 | NCIS                        | John Kirby                          | 1 epizód                                                                        |
| 2008      | Gyilkos megszállás                   | Generation Kill             | Evan 'Q-Tip' Stafford               | főszereplő                                                                      |
| 2008      | Döglött akták                        | Cold Case                   | James 'Jimmy' Tully                 | 1 epizód                                                                        |
| 2009–2011 | Nyughatatlan fiatalok                | The Young and the Restless  | Ryder Callahan                      | 78 epizód                                                                       |
| 2011      |                                      | The Perfect Student         | Trent                               | tévéfilm                                                                        |
| 2011–2015 | Szívek doktora                       | Hart of Dixie               | Wade Kinsella                       | főszereplő magyar hangja Varga Gábor                                            |
| 2012      |                                      | Reception                   | Greg                                | 2 epizód                                                                        |
| 2013      |                                      | Whose Line Is It Anyway?    | önmaga                              | 1 epizód                                                                        |
| 2013      |                                      | Treme                       | Lanny Fox                           | 1 epizód                                                                        |
| 2014      |                                      | L.A. Rangers                | Parker                              | főszereplő                                                                      |
| 2014–2017 |                                      | American Koko               | Salinger                            | 3 epizód                                                                        |
| 2015      | Bates Motel – Psycho a kezdetektől   | Bates Motel                 | Taylor                              | 1 epizód                                                                        |
| 2015      |                                      | The Astronaut Wives Club    | Scott Carpenter                     | mellékszereplő                                                                  |
| 2015      |                                      | Blood & Oil                 | Finn                                | 3 epizód                                                                        |
| 2016      | Gyilkos elmék                        | Criminal Minds              | Randy Jacobs                        | 1 epizód                                                                        |
| 2016      | Harley és a Davidson fiúk            | Harley and the Davidsons    | Ray Weishaar                        | 1 epizód                                                                        |
| 2016—2017 | Hogyan ússzunk meg egy gyilkosságot? | How to Get Away with Murder | Charles Mahoney                     | 4 epizód                                                                        |
| 2018      | Daredevil                            | Daredevil                   | Benjamin "Dex" Poindexter           | főszereplő magyar hangja Zámbori Soma (1. szinkron) Szatory Dávid (2. szinkron) |
| 2019–2023 | Bírónő, kérem!                       | All Rise                    | Mark Callan                         | főszereplő magyar hangja Szatory Dávid                                          |
| 2025–     | Daredevil: Újjászületés              | Daredevil: Born Again       | Benjamin "Dex" Poindexter / Célpont | főszereplő magyar hangja Szatory Dávid                                          |
| 2025      | Vad természet                        | Untamed                     | Shane Maguire                       | - minisorozat - magyar hangja; - Fekete Ernő                                    |